# 青木拡憲
青木 拡憲（擴憲、あおき ひろのり、1938年（昭和13年）9月23日 - ）は、日本の実業家。メンズ、レディースファッションの「AOKI」・ブライダルの「アニヴェルセル」・エンターテイメントの「快活フロンティア」を中心としたAOKIグループの創業者。元AOKIホールディングス代表取締役会長。公益財団法人AOKI財団 の評議員、名誉会長。日本創新党の有力な支援者だった。

## 概要
1938年9月、更級郡篠ノ井町（現・長野県長野市）で米穀商・青木商店の長男として生まれる。太平洋戦争後の1946年、父親が質屋を開業するも、行き詰まる。
長野商業高校卒業後の1958年9月、数有る質流れ品の中で自分が着用し理解できる洋服の販売を決意、弟　青木寶久とともに個人商店「洋服の青木」を創業。質流れ品の背広の行商をスタート。1965年7月、第1号店篠ノ井駅前店開店。その後2店舗開店するも赤字経営が続く。地域一番店の立地を探し、1971年11月、長野駅前店開店。黒字経営に転換し、生活のためのビジネスが終わる。以後、世の中のためになるビジネスを決意。経営理念（社会性の追求・公益性の追求・公共性の追求）を確立。当時、1着がサラリーマンの月給に匹敵する価格だったスーツを、毎日日替わりで着られるよう紳士服の流通革命を実現。渥美俊一氏主宰のペガサスクラブでチェーンストア理論を学ぶ。
1976年8月、AOKIホールディングス 設立、同社代表取締役社長就任。
1979年12月、郊外型第一号店として、長野市に長野南高田店開店。本格的なチェーン展開スタート。
1986年11月、本社を横浜市都筑区に移転。
1991年9月、東京証券取引所第一部へ上場。
1998年、アニヴェルセル株式会社（ブライダル事業）・株式会社快活フロンティア（エンターテーメント事業）の2事業を創業。
2008年、純粋持株会社体制に移行。2010年、代表取締役会長に就任。
2011年、文化、教育振興を目的とし、公益財団法人AOKI財団設立、評議員、名誉会長就任。
2014年、紺綬褒章受章。
2016年より新日本フィルハーモニー交響楽団評議員を務める。
2020年、信毎賞受賞。
趣味は美術鑑賞。特にマルク・シャガールの作品を好み、取得。代表作「アニヴェルセル」は、ブライダル事業の施設名の由来にもなった。公共性の追求の一環として、2011年の台北・ 国立故宮博物院にて開催された中華民国建国100周年記念展覧会「シャガール展」他、各美術館のさまざまな「シャガール展」に作品を貸し出し、協力。
2022年6月29日、「組織の若返りや活性化、ガバナンス体制の更なる強化を図る」として会長を退任。
同年7月20日までに、東京オリンピック・パラリンピック競技大会組織委員会の高橋治之元理事に資金提供したとされる問題で、東京地方検察庁特別捜査部に任意で事情聴取を受けた。同月27日、青木の自宅に東京地検特捜部が家宅捜索に入り。その後、同年8月17日に贈賄容疑で弟の青木寶久前副会長らAOKIホールディングスの幹部2名と共に逮捕された。高橋も受託収賄容疑で同日逮捕されている。同年9月6日、幹部2人と共に贈賄罪で起訴された。翌日、保釈保証金として3億円を納付し保釈された。12月22日、東京地裁で初公判が行われ、青木は起訴内容を認めた。2023年4月21日、東京地裁で行われた判決公判で懲役2年6月、執行猶予4年（求刑・懲役2年6月）の有罪判決が言い渡された。同日、AOKIホールディングスは拡憲と宝久から事件に伴う損害賠償の解決金として5億円を支払うとの申し出があり、全額を特別利益に計上すると発表した。控訴期限の5月8日までに検察側、青木側双方が控訴しなかったためこの判決が確定した。

## 略歴
- 1938年
  - 長野県長野市篠ノ井に、米穀商を営む青木商店の長男として生まれる
- 1946年
  - 父親が質屋を開業
- 1955年
  - 父親の営む質屋が行き詰まる
- 1958年
  - 長野商業高等学校卒業後、篠ノ井で個人商店「洋服の青木」創業
- 1962年
  - 父親が死去
- 1965年
  - アオキ第1号店　篠ノ井店開店
- 1971年
  - 長野駅前店開店、赤字経営から脱却
- 1976年
  - 株式会社AOKIホールディングスを設立、代表取締役社長に就任
- 1979年
  - 郊外型第1号、長野南高田店開店
- 1986年
  - 本社を横浜市に移転、横浜港北総本店開店
- 1991年
  - 東京証券取引所市場第一部に上場
- 1993年
  - 新宿に２店舗同時開店
- 1994年
  - 国際羊毛事務局（IWS）他7社と世界初「ウール100％形態安定スーツ」の新開発・販売開始
- 1995年
  - 石津謙介氏とコラボによるフライデーカジュアル「オン・フライデー」の新開発・販売開始
- 1998年
  - 「アニヴェルセル表参道」開店。ブライダル事業のスタート
  - カラオケルーム「コート・ダジュール」１号店、開店。エンターテイメント事業スタート
- 2000年
  - 家庭で洗えるウール100％形態安定スーツ「ECOSPIRIT　SUIT」の新開発・販売開始
- 2003年
  - 「ORIHICA」１号店開店
  - 複合カフェ「快活CLUB」１号店開店
  - 名古屋の紳士服専門店「トリイ」と業務・資本提携
- 2004年
  - 静岡の紳士服専門店「ゴトー」からメンズ15店舗譲受
- 2005年
  - 東北の「ゼビオ」からメンズ11店舗、メディア事業８店舗譲受
- 2007年
  - 山梨のカジュアル専門店「エム・エックス」と業務・資本提携
- 2008年
  - 純粋持株会社体制に移行
- 2009年
  - AOKI銀座店開店
- 2010年
  - 代表取締役会長に就任
- 2011年
  - 一般財団法人AOKI教育・文化振興財団（2016年公益財団法人AOKI財団に移行）設立。評議員、名誉会長に就任
- 2013年
  - AOKIグループ総店舗数1,000店舗突破
- 2014年
  - アニヴェルセル横浜みなとみらい　開業
  - 紺綬褒章受賞
- 2018年
  - 象山神社（長野市松代）に真田幸貫公、佐久間象山、その門弟勝海舟、吉田松陰、坂本龍馬、橋本佐内、小林虎三郎の銅像、及び高杉晋作、久坂玄端、中岡慎太郎のレリーフを奉納
- 2020年
  - 信毎賞受賞
- 2022年
  - 代表取締役会長を退任
  - 東京オリンピック・パラリンピック組織委員会の高橋治之元理事に対する贈賄容疑で逮捕[11]。
- 2023年
  - 東京地方裁判所から贈賄罪で懲役2年6月、執行猶予4年の有罪判決を言い渡される。

## 講演実績
- 2004年
  - 名古屋市市民公開講座
- 2005年
  - 信州大学繊維学部　講演
- 2009年
  - 長野商工会議所主催　中国古典に学ぶ経営の基本　講演
  - 日本アイ・ビーエム　天城トップ・エグゼクティブ・セミナー　講演
  - 長野商業界セミナー講演
- 2010年
  - テキスタイルカレッジ講演
  - 地域商業文化を創造する会、経済安定セミナー
  - 長野商業高等学校　110周年記念講演
- 2011年
  - ニトリ早稲田大学寄附講座
- 2012年
  - 東大プレミアムサロン
  - ニトリ早稲田大学寄附講座
- 2013年
  - 雑誌　財界21世紀会
  - 繊維学会　年次大会
  - 帝人北陸合繊会　特別講演会
  - タナベ経営「社長教室」
  - 早稲田大学国際教養学部　AOKIホールディングス寄附講座
  - ニトリ早稲田大学寄附講座
  - 拓殖大学2013年公開講座
- 2014年
  - 大阪商工会議所主催　金融力強化セミナー
  - 長野市教育センター　教職員　研修講座
  - ニトリ早稲田大学寄附講座
  - 長野商業高等学校野球部　特別講演
- 2015年
  - 東洋経済新報社　経営者フォーラム２０１５講演会
  - 戸倉上山田商工会主催　経営講演会
- 2016年
  - 日経トップリーダー大学２０１６　講演
  - 第４２回商業界北信越ゼミナール長野大会
  - 長野通明小学校ＰＴＡ教養講座
- 2018年
  - 第６回社長の「徳望を磨く」人間学塾　ゲスト講師
  - 北海道未来経営塾　公開講座及び交流講座
- 2019年
  - 信州ベンチャーサミット２０１９基調講演
  - 日創研経営研究会全国大会　基調講演
  - 長野県立大学「象山学」講義
  - 横浜国立大学　富丘会連携講議

## 著書
- 『何があっても、だから良かった 人間を磨き、格を高める経営』（2013年9月10日、PHP研究所）ISBN 9784569814766[18]

## 主な記事・インタビュー
- 1991年1月24日-日経新聞交遊抄
- 1993年11月-雑誌プレジデント「お陰さま」で築いた紳士服チェーン二〇〇余
- 1999年3月8日号-雑誌AERA「現代の肖像」
- 2001年11月30日～12月6日-繊研新聞「私の歩み」
- 2006年6月12日-信濃毎日新聞「あの一言（時間差攻撃）」
- 2007年7月23日-日経新聞「領空侵犯」
- 2009年4月号-雑誌Voice「創業の極意」
- 2010年8月27日-テレビ東京ワールドビジネスサテライト「スミスの本棚」（https://www.tv-tokyo.co.jp/wbs/blog/smith/2010/08/post115097.html）
- 2010年8月30日号-雑誌プレジデント「人間邂逅」
- 2012年5月31日-テレビ東京 日経スペシャル カンブリア宮殿 「安さと高機能を両立させろ」(https://www.tv-tokyo.co.jp/cambria/backnumber/2012/0531/)
- 2012年7月8日-日経ヴェリタス
- 2013年3月4日-信濃毎日新聞「私と信州教育」
- 2014年1月号-雑誌財界「母の教え」
- 2014年10月-賢者TV(https://www.kenja.tv/president/det162zb.html)
- 2016年6月号-雑誌財界「私の好きな場所」(http://www.zaikai.jp/2016.06.07_idx.html)
- 2016年６月1日発行-雑誌致知「腹中書あり」(https://www.chichi.co.jp/info/chichi/backnumber/2016/2016%E5%B9%B47%E6%9C%88%E5%8F%B7/)
- 2016年12月5日～2016年12月9日-日経新聞「こころの玉手箱」（https://www.nikkei.com/article/DGKKZO10207630S6A201C1BE0P00/）
- 2017年8月22日-NHK.Eテレ　先人達の底力 知恵泉「佐久間象山」(https://rekijin.com/?p=22775)
- 2020年4月1日発行-雑誌致知「先達に学ぶ」(https://www.chichi.co.jp/info/chichi/pickup_article/2020/05_aoki_taguchi/)
- 2020年5月30日-信濃毎日新聞「信毎賞受賞」
- 2020年7月3日-信越放送「信毎賞受賞」
- 2020年9月3日-朝日新聞「リレーおぴにおん」